# تيكان (أديس)
تيكان هي إحدى مشيخات المملكة المغربية، تتبع جغرافيا لإقليم طاطا وإداريًا لأديس. يقدر عدد سكانها بـ 1282 نسمة حسب الإحصاء الرسمي للسكان والسكنى لسنة 2004.